# John F. Haught
John F. Haught es Senior Fellow, de Ciencia y la Religión, en el Centro Teológico Woodstock de la Universidad de Georgetown, donde ha impartido cursos sobre el problema de Dios, el método teológico, la Ciencia y la Religión, y Religión y Ecología. 
Se graduó en St. Mary’s University (Baltimore) y realizó su doctorado en teología en la Universidad Católica de América en 1970.
Es miembro de la Academia Americana de Religión, del Centro de Estudios de proceso, el Instituto Metanexus y otras organizaciones profesionales. Da conferencias a nivel internacional sobre muchos temas relacionados con la ciencia y la religión. En 2002 fue el ganador del Premio Owen Garrigan de Ciencia y Religión, y en 2004 el Premio Sophia a la Excelencia Teológica. En 2009, se le concedió un doctorado honorario de la Universidad de Lovaina, en reconocimiento a su trabajo sobre teología y ciencia.
Además, el Dr. Haught fue el único teólogo que declaró como testigo experto en el histórico juicio de Dover de 2005, que falló en contra de la enseñanza del diseño inteligente en las escuelas públicas de los Estados Unidos.
Es miembro de la junta de asesores de la Fundación John Templeton.
Él y su esposa Evelyn tienen dos hijos y viven en Arlington, Virginia

### Ediciones en español
- Cristianismo y ciencia: Hacia una teología de la naturaleza. Sal Terrae. 2009. ISBN 9788429317954.
- Dios y el nuevo ateísmo: una respuesta crítica a Dawkins, Harris y Hitchens. Sal Terrae. 2012. ISBN 9788429320114.[5]